# Tropidosaura gularis
Tropidosaura gularis — вид ящірок родини ящіркових (Lacertidae). Ендемік Південно-Африканської Республіки.

## Поширення і екологія
Tropidosaura gularis мешкають в Капських горах на півдні ПАР, окрема ізьольована популяція мешкає в горах Капського півострова. Tropidosaura gularis живуть в заростях фінбошу на гірських схилах, серед осипів і валунів. Живляться бджолами, мухами та іншими комахами.